# 아키타 다카스에
아키타 다카스에(일본어: 秋田孝季, 1786년 ~ 1845년 1월 2일)는 일본 에도 시대의 다이묘로, 미하루번의 9대 번주이다. 관위는 종4위하, 몬도노카미이다.
7대 번주 아키타 요시스에의 셋째 아들로 태어났다. 1803년, 형 나가스에가 은거하면서 번주 자리에 올랐다. 1815년, 덴메이 대기근 때 아사한 백성 1500여명의 명복을 빌기 위해 영내 중앙에 공양탑을 세웠다. 1832년, 장남 도모스에에게 번주 자리를 물려주고 은거하였으며, 1844년에 사망하였다.